# Oberamt Mayen
Das Oberamt Mayen war ein vom 16. Jahrhundert bis 1794 bestehender Verwaltungs- und Gerichtsbezirk im Kurfürstentum Trier mit Sitz in Mayen.

## Bestandteile
Das Oberamt Mayen bestand aus dem Amt Mayen, dem Amt Kaisersesch, dem Amt Monreal, dem Kirchspiel Langenfeld, der Pellenz, der Herrschaft Kempenich sowie Kruft, Niedermendig, Obermendig und Volkesfeld. Bezüglich Obermendig und Volkesfeld beanspruchte das Stift St. Florin die Landeshoheit. Mit einem Rezess aus dem Jahr 1662 verzichtete das Stift St. Florin auf seine Ansprüche.

### Das Kirchspiel Langenfeld
Das Kirchspiel Langenfeld, das Amt Monreal und die Kleine und die Große Pellenz gehörten ursprünglich den Grafen von Virneburg. Es teilte im Folgenden die Geschichte des Amtes Monreal.
Es bestand aus den Orten Acht, Arft, Langenfeld, Langscheid und Welschenbach. Langenfeld hatte am Ende des HRR 40 Häuser, darunter zwei Mühlen und 39 Bürger. Neben der Kirche in Langenfeld bestand als Filialkirche die Kapelle St. Jost. Ober- und Niederwelschenbach hatten 24 Häuser und 24 Bürger. Niederwelschbach (diesseits der Nitz) war kurtrierisch, Oberwelschbach war virneburgisch. Acht hat 24 Häuser und 25 Bürger, Arft 22 Häuser 22 Bürger und Langscheid 12 Bürger und 11 Häuser.